# Lavena Ponte Tresa
Lavena Ponte Tresa är en kommun i provinsen Varese i regionen Lombardiet i Italien. Kommunen hade 5 895 invånare (2018).